# Tadeusz Domagała
Tadeusz Domagała (ur. 1937 w Nowym Mieście Lubawskim) – historyk sztuki.

## Życiorys
Studia skończył na Katolickim Uniwersytecie Lubelskim. Przez wiele lat był związany z odbudową historycznego śródmieścia Gdańska po zniszczeniach wojennych. Był pracownikiem Gdańskiego Oddziału P.P. Pracownie Konserwacji Zabytków. Pełnił funkcję Głównego Konserwatora w Muzeum Historycznym Miasta Gdańska. Obecnie mieszka w Niemczech, ale podtrzymuje stałe związki z Gdańskiem, starając się uczestniczyć w jego życiu naukowym. Jest autorem wielu książek o tematyce ochrony zabytków głównie Pomorza oraz Warmii i Mazur:
- Zabytkowe ośrodki Miejskie Warmii i Mazur (1969) (współaut. L.Czubiel)
- Gdańsk – bramy ulicy Długiej (1979)
- Ratusz Głównego Miasta w Gdańsku (1980)
- Gdańsk – Ratusz Głównego Miasta (1981)
- Decretum Civitatis Danceke – gdański kodeks prawa lubeckiego z 1263 roku (2006)